# ياراكلاس (بابا الإسكندرية)
البابا ياراكلاس (أو هيراكلاس) بابا الإسكندرية وبطريرك الكرازة المرقسية الثالث عشر (232 ـ 348). كان تلميذًا لأوريجانوس، وأول من دُعي «بابا» (باليونانية: πάπα) من بطاركة الإسكندرية.
ولد في مدينة الإسكندرية من أبوين وثنيين صارا فيما بعد مسيحيين وأدخلا ابنهما ياراكلاس المدرسة اللاهوتية ليدرس العلوم بها، فتتلمذ هو وأخوه للعلامة أوريجانوس، مع أنه كان يكبره سنًا. درس الأفلاطونية قبل معلمه أوريجانوس، على يدي أمونيوس السقاص.